# Gilmar Pisas
Gilmar S. "Pik" Pisas (28 de octubre de 1971) es un político neerlandés de Curazao del Movimiento por el Futuro de Curazao. Fue primer ministro de Curazao entre el 24 de marzo de 2017 y el 29 de mayo de 2017, y lo es nuevamente desde el 14 de junio de 2021.

## Carrera
Pisas nació el 28 de octubre de 1971. Antes de involucrarse en la política, fue policía.
Pisas fue elegido miembro de los estados de Curazao en las elecciones de 2016. El 17 de febrero de 2017, Pisas fue elegido presidente de los estados, sucediendo a Giselle McWilliam.
El 24 de marzo de 2017, Pisas juramentó como primer ministro de Curazao. Su gabinete recibió el apoyo de 12 de los 21 diputados. Incluía a los pertenecientes al Movimiento para el Futuro de Curazao, Korsou di Nos Tur, Movementu Progresivo, Pueblo Soberano y los diputados independientes Gassan Dannawi y Eduard Braam. Pisas se posicionó como primer ministro interino, pendiente de la proyección de Charles Cooper. Pisas fue sucedido como presidente de los Estados por Amerigo Thodé.

### Gabinete
El gabinete de Pisas fue juramentado por la gobernadora Lucille George-Wout el 24 de marzo de 2017.

### Elecciones de abril de 2017
El 24 de marzo de 2017, Pisas prestó juramento como primer ministro y también fue nombrado ministro de Justicia. El gabinete de Pisas fue un gabinete interino encargado de preparar las elecciones al Parlamento para el 28 de abril de 2017. Después de estas elecciones, el gabinete es oficialmente saliente. El 29 de mayo de 2017 se juramentó el gabinete de Rhuggenaath. En 2018, una investigación realizada por el ministro Armin Konket de Administración, Planificación y Servicios reveló que se habían producido numerosos nombramientos, promociones y bonificaciones irregulares durante la breve presidencia de Pisas. Estos se revirtieron en parte, pero sin consecuencias adversas para los involucrados. 
Pisas regresó como miembro del parlamento después de las elecciones. A principios de febrero de 2019, se convirtió en presidente del grupo MFK y sucesor de Gerrit Schotte, quien perdió su membresía en el estado por cumplir una condena de tres años de prisión por, entre otras cosas, corrupción oficial. Fue elegido líder del partido MFK a mediados de 2020, sucediendo a Gerrit Schotte.